# Pseudosesia rangoonensis
Pseudosesia rangoonensis is een vlinder uit de familie wespvlinders (Sesiidae), onderfamilie Sesiinae.
Pseudosesia rangoonensis is voor het eerst wetenschappelijk beschreven door Swinhoe in 1890. De soort komt voor in het Oriëntaals gebied.